# Studiekort
Et studiekort er et legitimationskort, som er tilgængeligt for studerende. Et simpelt studiekort, til identifikation på uddannelsesinstitutionen, udleveres ofte til den studerende af den pågældende uddannelsesinstitution, de er tilknyttet. I praksis køber en stor del af de studerende dog et studiekort med billede, som opfylder kravene for et Internationalt Studiekort. Disse kort er bredt accepteret i såvel Danmark som det meste af verden – dette er ikke tilfældet for de simple kort udstedt af uddannelsesinstitutionen.

## Studierabat
Udover studiekortet fungerer som identifikation på uddannelsesinstitutionen, yder en lang række private og offentlige institutioner, museer, butikker og online webshops også studierabat, til de studerende, mod fremvisning af et gyldigt studiekort. 
| Skole | Spire Denne artikel om en skole, en uddannelsesinstitution eller uddannelse er en spire som bør udbygges. Du er velkommen til at hjælpe Wikipedia ved at udvide den. |